# Eola, Oregon
Eola, Oregon (енгл. Eola) насељено је место без административног статуса у америчкој савезној држави Орегон.

## Демографија
По попису из 2010. године број становника је 45, што је 4 (-8,2%) становника мање него 2000. године.
| Група             | 2000.      | 2010.      |
| Белци             | 44 (89,8%) | 41 (91,1%) |
| Афроамериканци    | 0 (0,0%)   | 0 (0,0%)   |
| Азијати           | 0 (0,0%)   | 0 (0,0%)   |
| Хиспаноамериканци | 4 (8,2%)   | 1 (2,2%)   |
| Укупно            | 49         | 45         |